# Chasse au cachalot

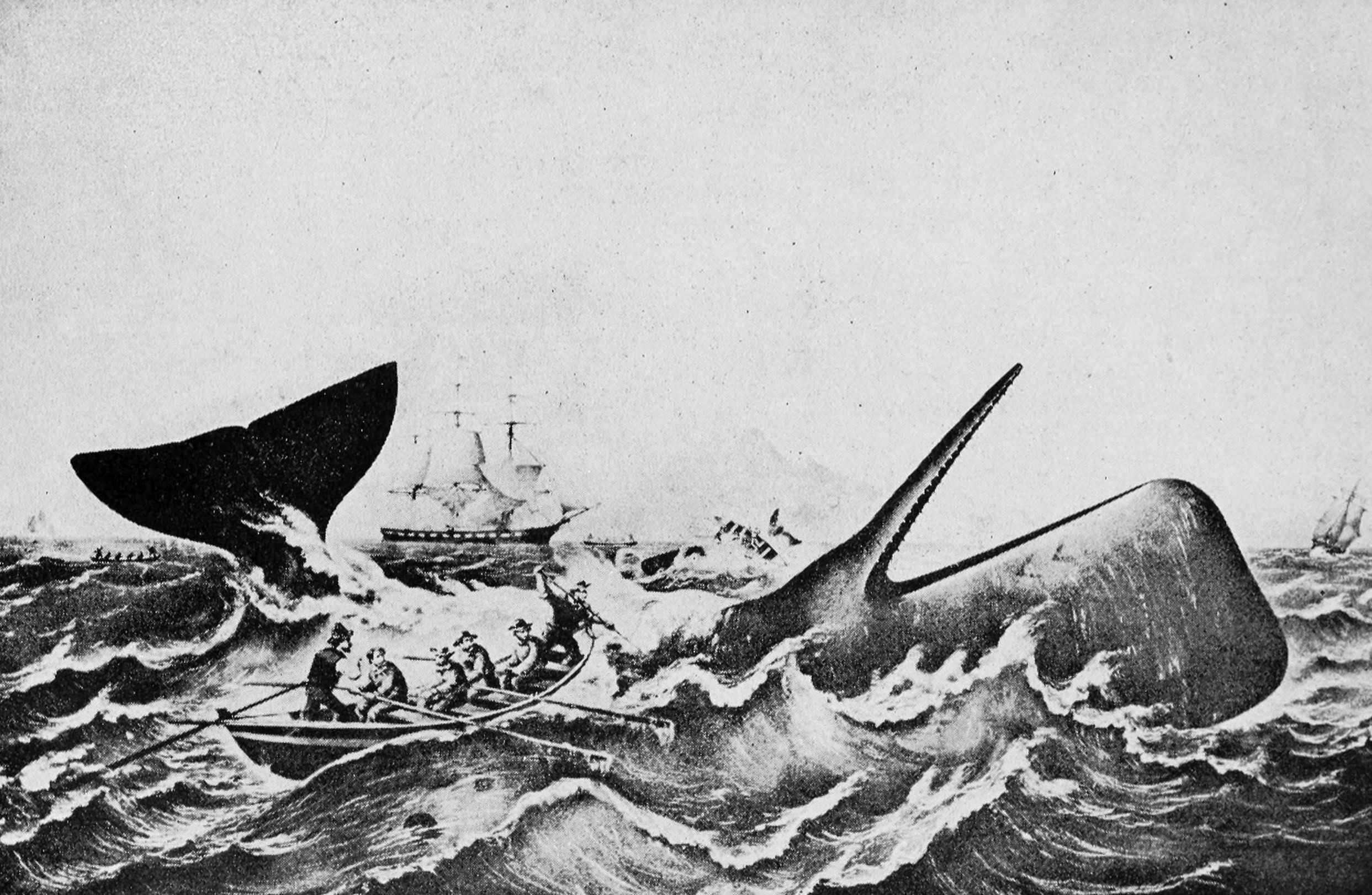
Chasse au cachalot : Une baleinière tout près de l'animal en premier plan, un baleinier dans le fond.

La chasse au cachalot est la chasse visant principalement à l'exploitation du spermaceti des cachalots (Physeter macrocephalus) et utilisé pour les cosmétiques, le tannage du cuir et comme lubrifiant ou dans sa version traditionnelle l'exploitation de la chair et de la graisse de l'animal. La chasse industrielle connaît ses débuts à grande échelle au XVIIIe siècle, avant de décliner vers la fin du XIXe siècle puis connaît un nouvel essor après la seconde guerre mondiale. Les populations sont assez lourdement touchées et la commission baleinière internationale proclame la pleine protection de l'espèce en 1985.

## Motivation économique

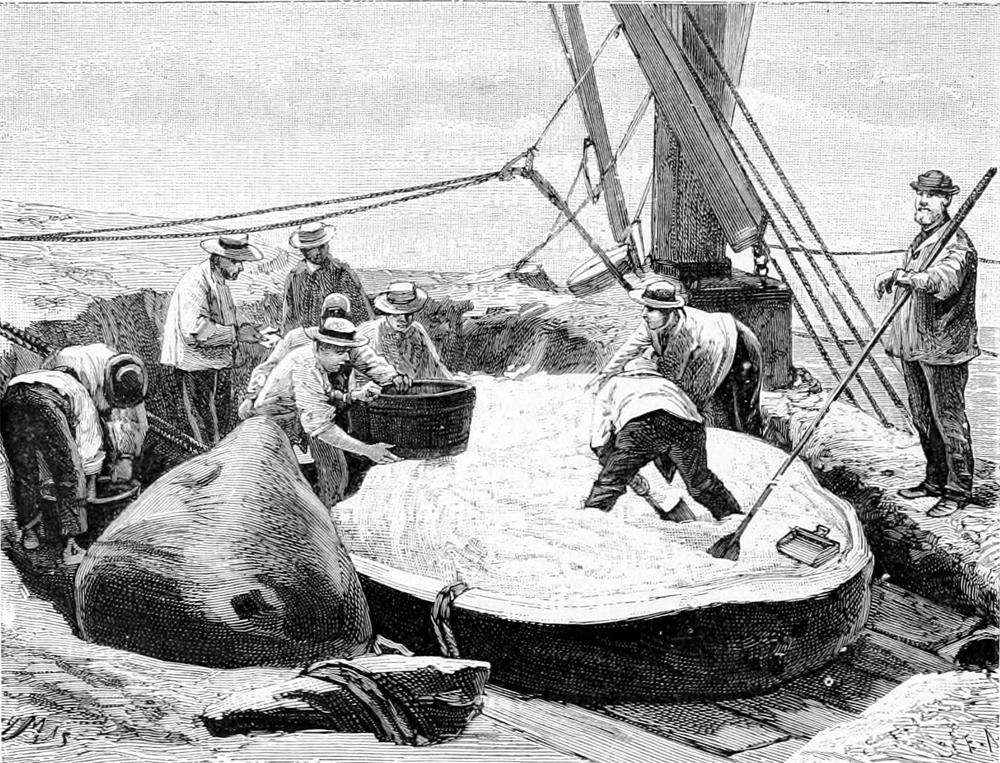
Extraction du spermaceti sur le pont d'un baleinier.

Le spermaceti est la substance semi-liquide et cireuse occupant un grand volume de la tête du cachalot ; les grands mâles peuvent en avoir près de quatre tonnes. Il se trouve dans l'« organe du spermaceti » situé devant et au-dessus du crâne du cétacé et également à l'avant de la tête, juste au-dessus de la mâchoire supérieure dans une région principalement constituée de tissus conjonctifs et appelée junk par les anglophones,.
Le spermaceti et l'huile de cachalot ont été très recherchés par les baleiniers au XVIIIe, XIXe et XXe siècles. Ces substances trouvaient un éventail d'applications commerciales, comme dans la fabrication des bougies, de savon, de cosmétiques, d'huile moteur et d'autres lubrifiants spéciaux, d'huile pour lampe, de crayons, pour imperméabiliser le cuir, protéger de la rouille et dans de nombreux composés pharmaceutiques. L'ambre gris, substance cireuse mais solide ainsi qu'inflammable et produite par le système digestif des cachalots, a également été utilisé comme fixateur en parfumerie. La chasse fut longtemps rendue indispensable par l'absence de substituts pour ces matières,,,.

## Historique

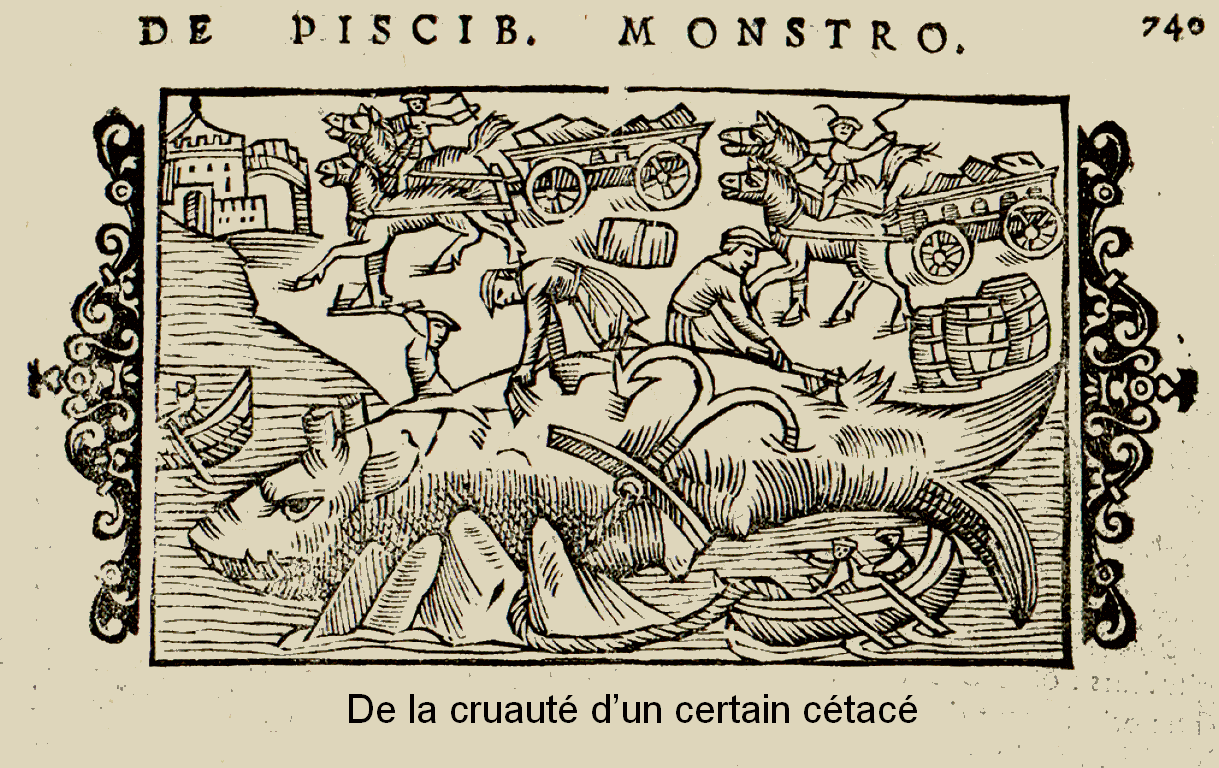
Dépeçage d'un cétacé échoué.

Historiquement, la chasse infligea un lourd tribut aux populations de cachalots. On peut penser que très tôt dans l'histoire de l'humanité, les populations côtières avaient été instruites des produits à tirer du corps des cétacés à l'occasion de leur échouement (image ci-contre, datant de 1555).
Avant le début du XVIIIe siècle, très peu de cachalots sont chassés, cette chasse étant principalement pratiquée par les populations autochtones de l'Indonésie. Une légende raconte que vers 1712, le capitaine Christopher Hussey cherchant des baleines franches près des côtes a été soufflé au large par un vent du nord où il a rencontré un pod de cachalots et tué l'un d'eux. Cette histoire est possiblement apocryphe, car aucun Christopher Hussey n'aurait eu le bon âge en 1712. Toutefois, un autre membre de la famille Hussey, éventuellement Bachelor (Bachelder) ou Sylvanus Hussey, était peut-être la véritable personne citée dans l'histoire. Quoi qu'il en soit, les cachalots ont en effet été rapidement exploités par les baleiniers américains et le juge Paul Dudley, dans son Essay upon the Natural History of Whales de 1725, affirme qu'un certain Atkins, actif depuis dix ou douze ans dans le domaine, a été parmi les premiers à profiter de cachalots aux environs de 1720 au large de la Nouvelle-Angleterre.

### Début des années 1700
Seules quelques captures sont enregistrées pendant les premières décennies de la chasse au cachalot en pleine mer (de 1709 aux années 1730). Les chaloupes se concentrent plutôt aux Nantucket Shoals pour chasser la baleine franche ou autour du détroit de Davis, région pour trouver la baleine boréale. Au début des années 1740, avec l'avènement de bougies au spermaceti (avant 1743), les navires américains ont commencé à s'intéresser aux cachalots. Benjamin Bangs (1721-1769) raconte, dans le journal de bord de son sloop rudimentaire, qu'il trouva trois autres sloops dépeçant des cachalots au large des côtes de Caroline du Nord à la fin mai 1743. De retour à Nantucket durant l'été 1744 après un voyage ultérieur, il a noté que « 45 organes du spermaceti ont été ramenés en ce jour », une autre indication que la chasse au cachalot en Amérique était en plein essor.

### Fins des années 1700
La chasse américaine s'étend rapidement depuis la côte est des colonies américaines jusqu'au Gulf Stream, les Grands Bancs, l'Afrique de l'Ouest dès 1763, les Açores en 1765 et l'Atlantique Sud en 1770. De 1770 à 1775 les ports du Massachusetts, de New York, du Connecticut et de Rhode Island produisent 45 000 barils d'huile de cachalot par an, contre 8 500 d'huile de baleine. La même décennie les Britanniques commencent la chasse au cachalot en utilisant navires et personnels américains ; la décennie suivante les Français font leur entrée dans le commerce, utilisant également les connaissances américaines. Cette chasse prend de plus en plus d'importance jusqu'au milieu du XIXe siècle. L'huile tirée du spermaceti était importante pour l'éclairage public (par exemple, dans les phares, où il a été utilisé aux États-Unis jusqu'en 1862, quand il a été remplacé par l'huile de lard, à son tour remplacé par du pétrole) et pour la lubrification des machines (comme celles utilisées pour filer le coton) issues de la révolution industrielle. La chasse au cachalot diminue finalement dans la seconde moitié du XIXe siècle, le pétrole connaissant une utilisation plus répandue. En ce sens, on peut dire que ce dernier a protégé les populations de cétacés d'une exploitation plus grande,.

### Années 1800

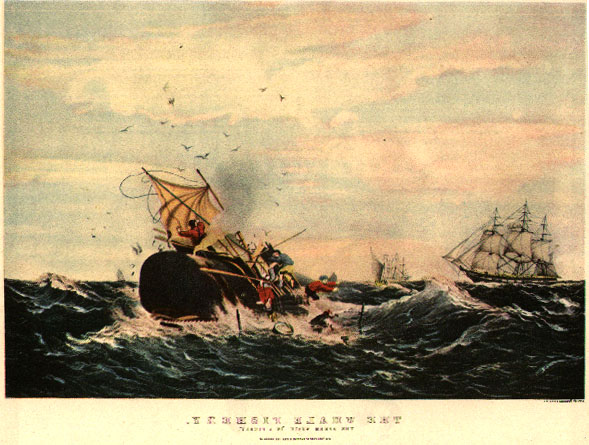
Dessin de chasse des années 1850.

La chasse au cachalot commence dans le XVIIIe siècle avec de petites chaloupes  transportant une ou deux baleinières, le champ d'action et la taille de la flotte augmentant au fil du temps, de plus grands navires tels les quatre-mâts carrés entrant dans le domaine de cette pêche. À la fin du XVIIIe siècle et au début du XIXe siècle les baleiniers chassant le cachalot naviguent dans le Pacifique (le premier est le baleinier britannique Emilia, en 1788), l'océan Indien (années 1780), au Japon (1820), la côte de l'Arabie (années 1820), l'Australie (années 1790) et la Nouvelle-Zélande (années 1790),.
Les vaisseaux sus-nommés cherchaient les cachalots sur certains « terrains », ou de zones où les cachalots étaient susceptibles de se trouver, comme le « Western Ground » qui se trouvait au milieu de l'Atlantique-Nord ou au « Offshore Ground » situé latitudinalement entre les 5e et 10e parallèle sud et longitudinalement entre les 105e et 125e méridien ouest. Les cétacés étaient repérés à partir de l'un des nombreux guetteurs postés au sommet d'un mât. Les baleinières étaient alors descendues et un harpon attaché à une longue ligne était tiré. L'animal tirait alors les bateaux jusqu'à ce qu'il soit trop fatigué pour résister, alors l'équipage l'achevait.
La chasse aux cachalots pendant cette période a été une affaire notoirement dangereuse pour les équipages de la baleinière. Même si un cachalot harponné avait majoritairement tendance à tenter de fuir sous l'eau jusqu'à épuisement (où il refaisait alors surface et n'offrait plus de résistance), il n'était pas rare que les grands mâles devinssent furieux et attaquassent à leur tour en poursuivant les baleinières en surface, en particulier s'ils avaient déjà été blessés par des tentatives de harponnage répétées. Un comportement fréquemment utilisé par l'animal était de se retourner et de frapper violemment la surface de l'eau de sa queue, renversant et écrasant les bateaux à proximité.

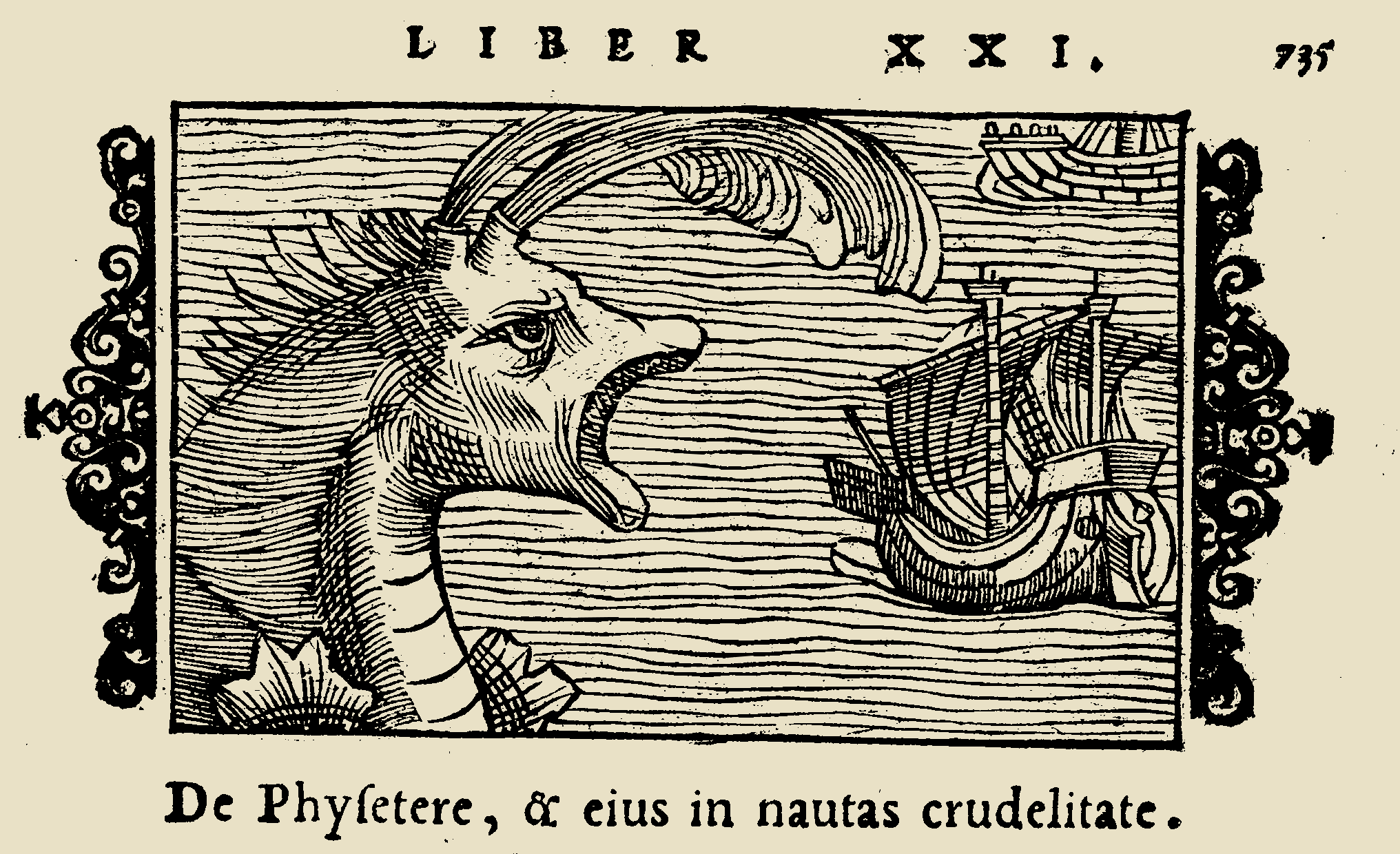
Le monstre approche du navire pour le couler, image de 1555.

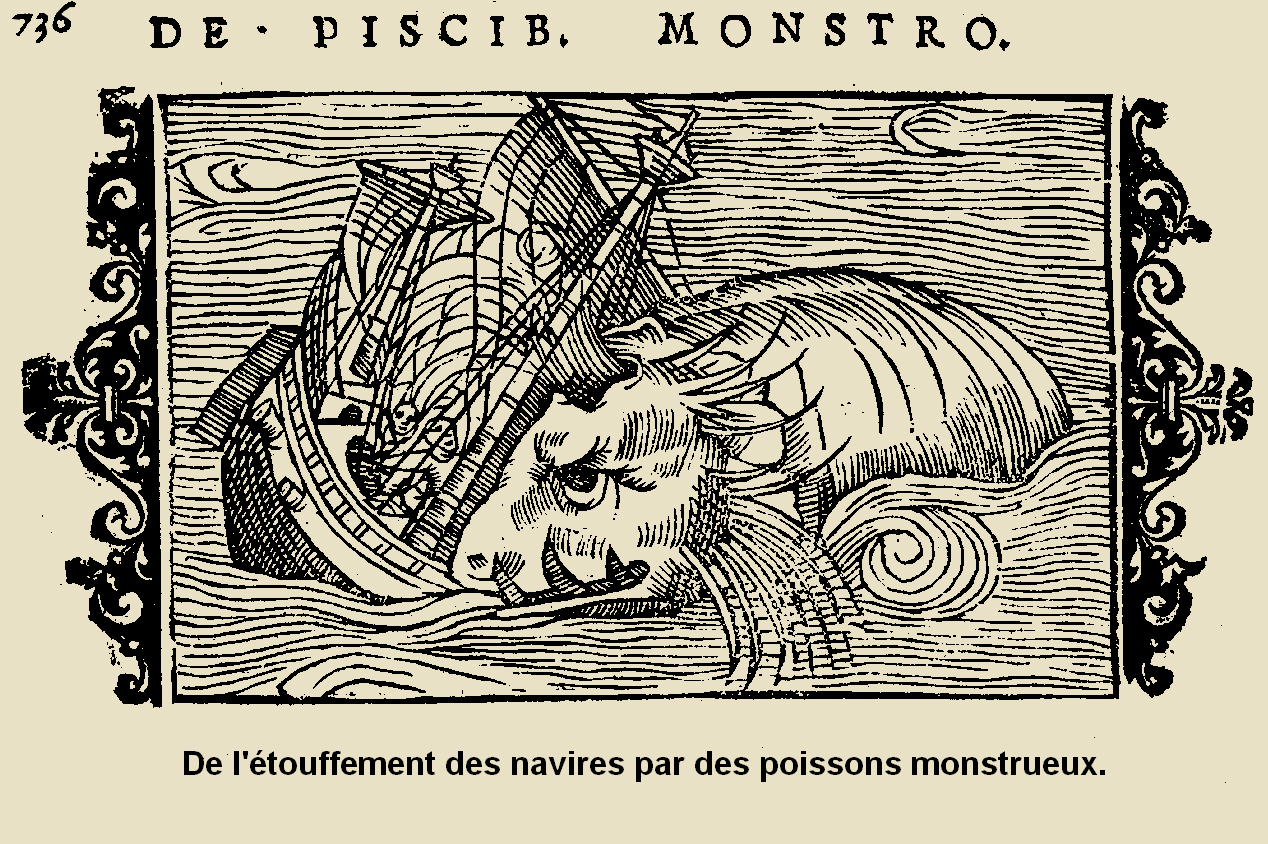
Cétacé coulant un navire, image de 1555.

Les spécimens particulièrement massifs se sont aussi révélés dans de rares cas aptes à s'en prendre aux baleinières ou même aux navires baleiniers eux-mêmes (pourtant de taille équivalente à l'animal). L'exemple le plus célèbre s'est déroulé le 20 novembre 1820, quand un cachalot mâle dit d'environ 25,9 mètres de long attaqua un baleinier de Nantucket, l'Essex, mesurant 26,5 mètres. Il enfonça la coque à deux reprises sous la ligne de flottaison, forçant l'équipage à abandonner le navire. Après quelques mois passés à la dérive dans des embarcations de sauvetage, l'équipage a finalement été contraint de recourir au cannibalisme, et seuls 8 des 21 marins ont survécu jusqu'à ce sauvetage. La bête n'était pas blessée ni visée au moment de l'attaque mais l'Essex chassait alors plusieurs femelles, plus petites, d'un proche pod (groupe de cétacés). Une analyse récente donne à penser que l'énorme mâle ait considéré l'Essex (aussi gros que lui) comme un concurrent masculin intrus. Les mâles (particulièrement les plus âgés, solitaires) sont connus pour combattre pour établir leur domination, en se cognant les uns les autres, avec leurs lourdes têtes remplies de spermaceti, fournissant l'équivalent biologique d'un gant de boxe. Un autre facteur de déclenchement de la fureur de l'animal aurait pu être les vibrations répétés dues aux coups portés à la masse sur la coque du navire, que l'équipage réparait avant l'attaque : les scientifiques suggèrent que le son propagé dans l'eau aurait pu produire l'équivalent des « clics » que les cachalots utilisent pour communiquer entre eux.
L'autre cas connu d'attaque de cachalot est le cas de l'Ann Alexander, un baleinier du New Bedford, qui a été défoncé et coulé par un mâle blessé et furieux en 1851 au large des îles Galápagos, terrain de chasse au cachalot et à quelques miles de l'endroit où l'Essex avait été coulé 31 années auparavant. Le grand mâle anormalement agressif avait déjà attaqué et mis en pièces deux baleinières le poursuivant avant de s'en prendre finalement à l'Ann Alexander lui-même et l'abîmer juste au-dessus de la quille à une vitesse estimée de quinze nœuds. L'équipage est alors forcé d'abandonner le navire, mais contrairement au cas de l'Essex tous les membres sont repêchés dans les jours qui suivent. Le cétacé (dont l'agressivité inhabituelle a finalement été attribuée à la vieillesse et à la douleur causée par la maladie) a été découvert plus tard flottant à la surface, mortellement blessé et lardé d'éclats de bois de l'attaque.

### XXesiècle

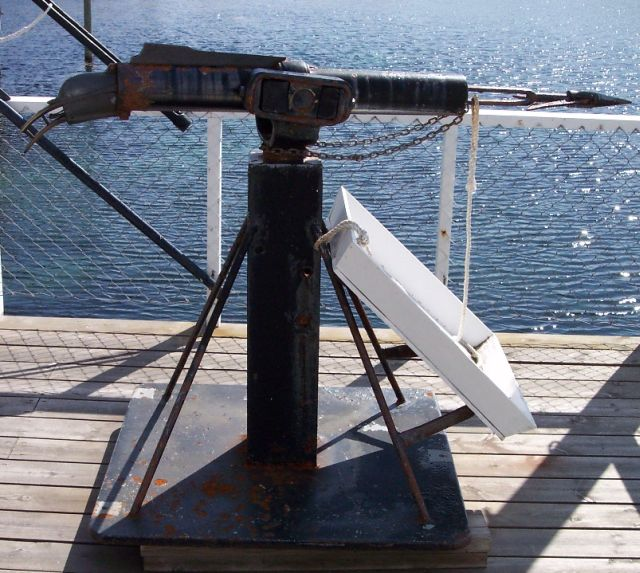
Harpon à baleine.

L'activité baleinière diminue des années 1880 jusqu'en 1946, mais reprend de plus belle après la Seconde Guerre mondiale. La chasse à la baleine moderne se révèle en effet plus efficace, employant des navires à vapeur et des harpons explosifs. Cette chasse s'axe d'abord sur les grandes baleines à fanons, mais le cachalot devient plus recherché au fur et à mesure que les populations de mysticètes décroissent. Les industries des cosmétiques, du savon et de l'huile mécanique sont les principaux acheteurs. Après que les populations diminuent de manière significative, la Commission baleinière internationale proclame la pleine protection de l'espèce en 1985. Cependant la chasse a continué sous sa forme traditionnelle aux Açores jusqu'en 1984 et au Japon dans le nord de l'océan Pacifique jusqu'en 1988.

## Impact sur les populations de cachalots
Il est estimé que la population mondiale de cachalots comptait aux environs de 1 100 000 individus avant la chasse commerciale. En 1880, ce chiffre avait diminué de près de 29 %. Jusqu'en 1946 les effectifs semblent récupérer quelque peu avec la pression moindre de la chasse, mais après la Seconde Guerre mondiale, la population diminue encore davantage pour atteindre seulement 33 % de l'effectif initial, d'avant l'ère de la chasse. Il a été estimé que durant le XIXe siècle entre 184 000 et 236 000 cachalots ont été tués par les différentes nations baleinières, tandis que la vague moderne de la chasse a pris au moins 770 000 individus à la mer, la plupart entre 1946 et 1980. Un impact périphérique a été constaté sur les populations de cachalots : les grands mâles ayant été chassés en priorité, voire surexploités, une diminution de la longueur moyenne a, au moins localement, été relevée.